# 乂安省
乂安省（越南语：／）是越南中北沿海地區的一個省，省莅荣市。

## 名稱
「乂安」是「太平無事」之意，其中「乂」表示「安定」。因為“乂”與“义”（即“義”的簡化字）寫法類似，且汉语讀音相同，故該省有時又被稱為“義安省”。

## 地理
乂安省北接清化省，南接河静省，西邻老挝，东临南中国海。

## 歷史

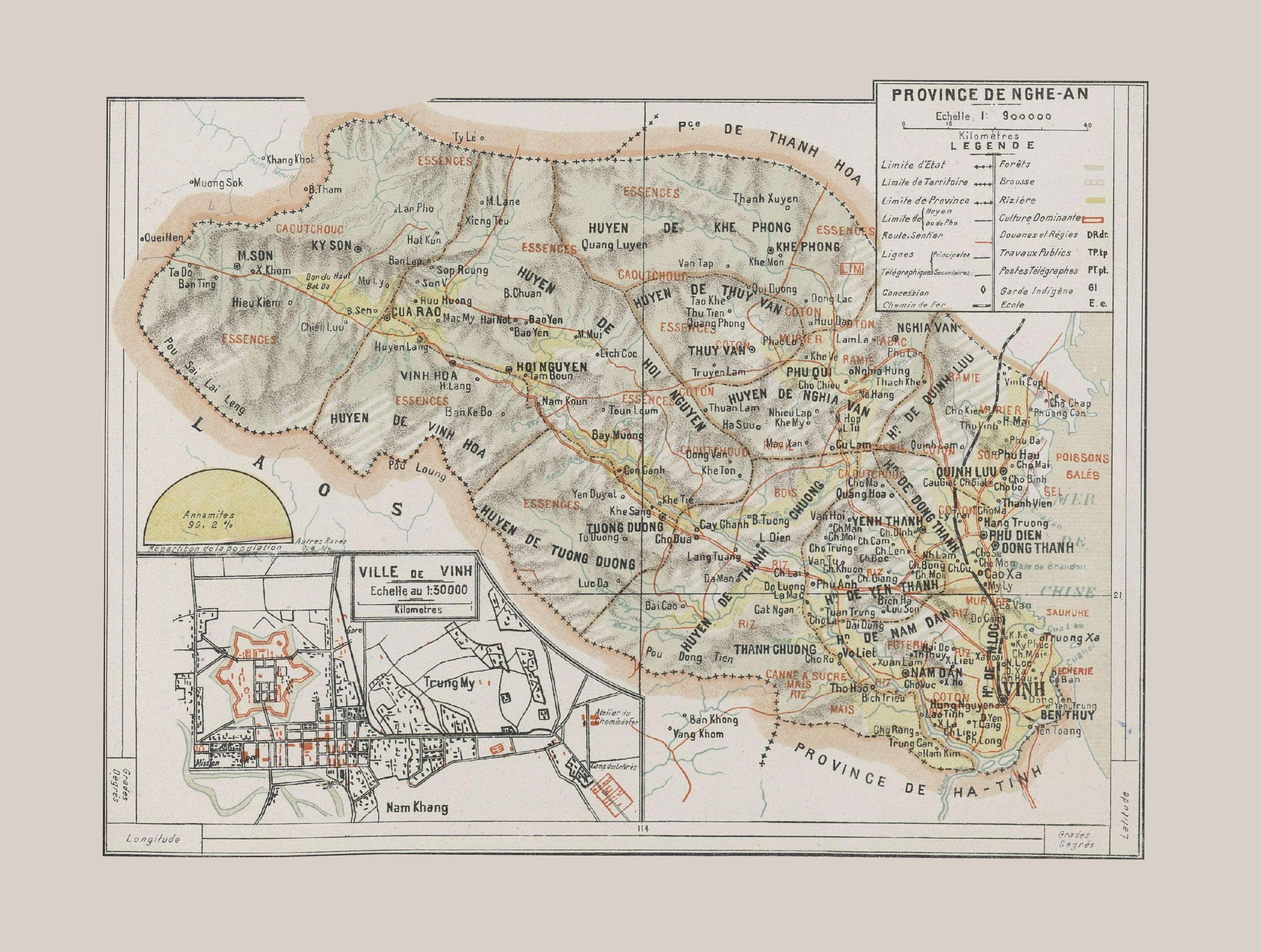
法属印度支那时期的乂安省地图

在唐朝时期，乂安省地属演州。因為歷史的因素，紅河與南中國海海上交易網的結合，此地的戰略位置被重視（這個地區以北的地域，在宋代以後都是依賴船舶經由海南島出入海域貿易。越南的李朝幾度嘗試遠征，真臘（吳哥王朝）的蘇利耶跋摩二世與闍耶跋摩七世等也曾侵入此地。
後黎朝初時乂安之地屬海西道，後劃入乂安承宣（鎮、處），西山朝時乂安鎮又屬北城所轄，阮初劃為朝廷直轄，至阮聖祖明命十二年（1831年）乂安鎮劃分為乂安省、河靜省。
阮翼宗嗣德六年（1853年）阮廷將河靜省降為道，名義上隸屬乂安省轄，嗣德二十九年（1876年）河靜道再度脫離乂安省為河靜省。
1948年1月25日，越南政府将各战区合并为联区，战区抗战委员会改组为联区抗战兼行政委员会。第四战区改组为第四联区，设立第四联区抗战兼行政委员会，乂安省划归第四联区管辖。
1948年3月25日，北越政府废府、州改县。
1958年11月24日，胡志明签署敕令，自12月1日起撤销第四联区。乂安省划归中央政府直接管辖。
2024年10月24日，越南国会常务委员会通过决议，自2024年12月1日起，炉门市社和宜禄县4社并入荣市。

## 行政區劃
乂安省下轄1市2市社17縣，省莅荣市。
- 榮市（Thành phố Vinh）
- 黄梅市社（Thị xã Hoàng Mai）
- 太和市社（Thị xã Thái Hòa）
- 英山縣（Huyện Anh Sơn）
- 昆光縣（Huyện Con Cuông）
- 演州縣（Huyện Diễn Châu）
- 都梁縣（Huyện Đô Lương）
- 興元縣（Huyện Hưng Nguyên）
- 祈山縣（Huyện Kỳ Sơn）
- 南壇縣（Huyện Nam Đàn）
- 宜祿縣（Huyện Nghi Lộc）
- 義壇縣（Huyện Nghĩa Đàn）
- 桂峰縣（Huyện Quế Phong）
- 葵州縣（Huyện Quỳ Châu）
- 葵合縣（Huyện Quỳ Hợp）
- 瓊瑠縣（Huyện Quỳnh Lưu）
- 新琦縣（Huyện Tân Kỳ）
- 清漳縣（Huyện Thanh Chương）
- 襄陽縣（Huyện Tương Dương）
- 安城縣（Huyện Yên Thành）

## 產業
盛產鹽、橘子。省會在榮市，作為該省的外港，由於鄰近寮國也做為國境貿易之地。

## 著名人物
- 潘佩珠
- 胡志明
- 阮氏明开
- 張嘉平

## 古迹
現時在宜祿縣宜春社仍然有王勃的墳墓。

## 外部連結
- 乂安省电子信息门户网站 （页面存档备份，存于）（越南文）